# 21472 Стімсон
21472 Стімсон (21472 Stimson) — астероїд головного поясу, відкритий 21 квітня 1998 року.
Тіссеранів параметр щодо Юпітера — 3,533.